# Athletissima 2019

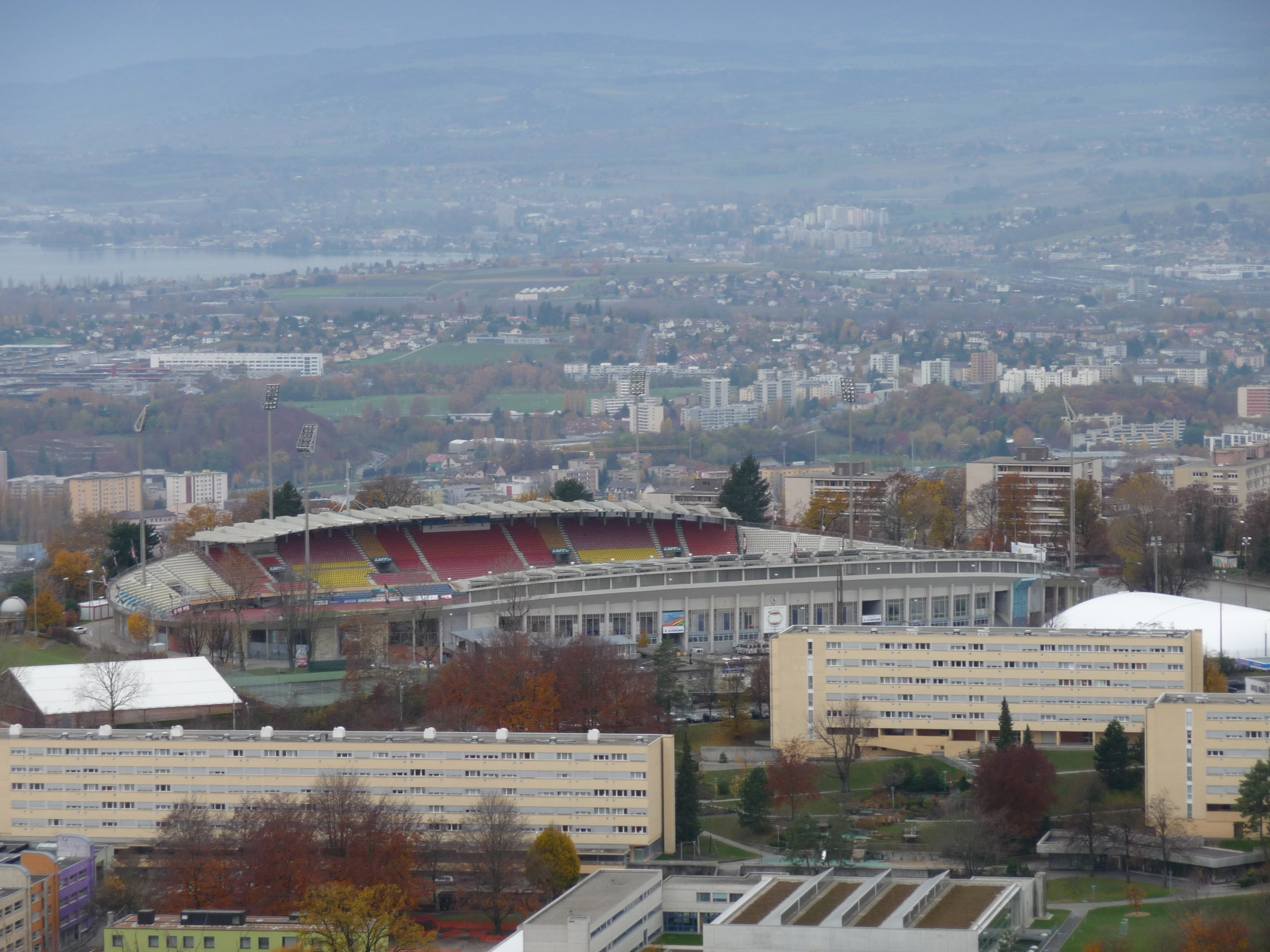
Stade olympique de la Pontaise.

Navigation
Édition précédente Édition suivante
L'Athletissima 2019 est la 42e édition du meeting Athletissima qui a lieu le 5 juillet 2019 au Stade olympique de la Pontaise de Lausanne, en Suisse. Il constitue la huitième étape de la Ligue de diamant 2019.

## Résultats

### Hommes
| Rang | Athlète         | Temps   | Points |
| ---- | --------------- | ------- | ------ |
| 1    | Noah Lyles      | 19 s 50 | 8      |
| 2    | Álex Quiñónez   | 19 s 87 | 7      |
| 3    | Andre De Grasse | 19 s 92 | 6      |
| 4    | Aaron Brown     | 19 s 95 | 5      |
| 5    | Ramil Guliyev   | 20 s 01 | 4      |
| 6    | Alex Wilson     | 20 s 29 | 3      |
| 7    | Xie Zhenye      | 20 s 32 | 2      |
| 8    | Sydney Siame    | 20 s 47 | 1      |

| Rang | Athlète            | Temps         | Points |
| ---- | ------------------ | ------------- | ------ |
| 1    | Wyclife Kinyamal   | 1 min 43 s 78 | 8      |
| 2    | Ferguson Rotich    | 1 min 43 s 93 | 7      |
| 3    | Emmanuel Korir     | 1 min 44 s 01 | 6      |
| 4    | Brandon McBride    | 1 min 44 s 14 | 5      |
| 5    | Clayton Murphy     | 1 min 44 s 47 | 4      |
| 6    | Amel Tuka          | 1 min 44 s 87 | 3      |
| 7    | Wesley Vázquez     | 1 min 45 s 16 | 2      |
| 8    | Marcin Lewandowski | 1 min 45 s 23 | 1      |

| Rang | Athlète            | Temps         | Points |
| ---- | ------------------ | ------------- | ------ |
| 1    | Timothy Cheruiyot  | 3 min 28 s 77 | 8      |
| 2    | Jakob Ingebrigtsen | 3 min 30 s 16 | 7      |
| 3    | Ayanleh Souleiman  | 3 min 30 s 79 | 6      |
| 4    | Filip Ingebrigtsen | 3 min 30 s 82 | 5      |
| 5    | Ronald Musagala    | 3 min 31 s 33 | 4      |
| 6    | Samuel Tefera      | 3 min 31 s 39 | 3      |
| 7    | Vincent Kibet      | 3 min 33 s 79 | 2      |
| 8    | Adel Mechaal       | 3 min 33 s 91 | 1      |

| Rang | Athlète                  | Temps          | Points |
| ---- | ------------------------ | -------------- | ------ |
| 1    | Yomif Kejelcha           | 13 min 00 s 56 | 8      |
| 2    | Selemon Barega           | 13 min 01 s 99 | 7      |
| 3    | Telahun Bekele           | 13 min 03 s 09 | 6      |
| 4    | Joshua Cheptegei         | 13 min 03 s 59 | 5      |
| 5    | Abadi Hadis              | 13 min 04 s 50 | 4      |
| 6    | Paul Chelimo             | 13 min 05 s 70 | 3      |
| 7    | Paul Tanui               | 13 min 06 s 10 | 2      |
| 8    | Nicholas Kipkorir Kimeli | 13 min 07 s 35 | 1      |

| Rang | Athlète                 | Temps   | Points |
| ---- | ----------------------- | ------- | ------ |
| 1    | Orlando Ortega          | 13 s 05 | 8      |
| 2    | Daniel Roberts          | 13 s 11 | 7      |
| 3    | Ronald Levy             | 13 s 25 | 6      |
| 4    | Andrew Pozzi            | 13 s 28 | 5      |
| 5    | Xie Wenjun              | 13 s 29 | 4      |
| 6    | Pascal Martinot-Lagarde | 13 s 34 | 3      |
| 7    | Devon Allen             | 13 s 35 | 2      |
| 8    | Jason Joseph            | 13 s 80 | 1      |

| Rang | Athlète                | Temps  | Points |
| ---- | ---------------------- | ------ | ------ |
| 1    | Juan Miguel Echevarría | 8,32 m | 8      |
| 2    | Miltiádis Tedóglou     | 8,19 m | 7      |
| 3    | Luvo Manyonga          | 8,13 m | 6      |
| 4    | Tajay Gayle            | 8,13 m | 5      |
| 5    | Rushwal Samaai         | 8,08 m | 4      |
| 6    | Darcy Roper            | 8,05 m | 3      |
| 7    | Will Claye             | 7,74 m | 2      |
| 8    | Benjamin Gföhler       | 7,68 m | 1      |

| \| Rang \| Athlète \| Temps \| Points \| \| ---- \| -------------------- \| ------ \| ------ \| \| 1 \| Piotr Lisek \| 6,01 m \| 8 \| \| 2 \| Sam Kendricks \| 5,95 m \| 7 \| \| 3 \| Armand Duplantis \| 5,81 m \| 6 \| \| 3 \| Renaud Lavillenie \| 5,81 m \| 6 \| \| 5 \| Cole Walsh \| 5,71 m \| 4 \| \| 6 \| Paweł Wojciechowski \| 5,61 m \| 3 \| \| 7 \| Alioune Sène \| 5,61 m \| 2 \| \| 8 \| Valentin Lavillenie \| 5,51 m \| 1 \| \| 8 \| Bo Kanda Lita Baehre \| 5,51 m \| 1 \| |                      |        |        |
| Rang | Athlète              | Temps  | Points |
| 1 | Piotr Lisek          | 6,01 m | 8      |
| 2 | Sam Kendricks        | 5,95 m | 7      |
| 3 | Armand Duplantis     | 5,81 m | 6      |
| 3 | Renaud Lavillenie    | 5,81 m | 6      |
| 5 | Cole Walsh           | 5,71 m | 4      |
| 6 | Paweł Wojciechowski  | 5,61 m | 3      |
| 7 | Alioune Sène         | 5,61 m | 2      |
| 8 | Valentin Lavillenie  | 5,51 m | 1      |
| 8 | Bo Kanda Lita Baehre | 5,51 m | 1      |

### Femmes
| Rang | Athlète                 | Marque  | Points |
| ---- | ----------------------- | ------- | ------ |
| 1    | Shelly-Ann Fraser-Pryce | 10 s 74 | 8      |
| 2    | Dina Asher-Smith        | 10 s 91 | 7      |
| 3    | Marie-Josée Ta Lou      | 10 s 93 | 6      |
| 4    | Dafne Schippers         | 11 s 04 | 5      |
| 5    | Kayla White             | 11 s 16 | 4      |
| 6    | Gina Lückenkemper       | 11 s 16 | 3      |
| 7    | Mujinga Kambundji       | 11 s 27 | 3      |
| 8    | Salomé Kora             | 11 S 29 | 1      |

| Rang | Athlète                 | Temps   | Points |
| ---- | ----------------------- | ------- | ------ |
| 1    | Salwa Eid Naser         | 49 s 17 | 8      |
| 2    | Aminatou Seyni          | 49 s 19 | 7      |
| 3    | Stephenie Ann McPherson | 50 s 88 | 6      |
| 4    | Laviai Nielsen          | 51 s 31 | 5      |
| 5    | Christine Botlogetswe   | 51 s 50 | 4      |
| 6    | Justyna Święty-Ersetic  | 51 s 73 | 3      |
| 7    | Courtney Okolo          | 51 s 85 | 2      |
| 8    | Shericka Jackson        | 52 s 35 | 1      |

| Rang | Athlète         | Temps   | Points |
| ---- | --------------- | ------- | ------ |
| 1    | Shamier Little  | 53 s 73 | 8      |
| 2    | Zuzana Hejnová  | 54 s 11 | 7      |
| 3    | Ashley Spencer  | 54 s 11 | 6      |
| 4    | Janieve Russell | 55 s 13 | 5      |
| 5    | Lea Sprunger    | 55 s 24 | 4      |
| 6    | Amalie Iuel     | 55 s 48 | 3      |
| 7    | Kori Carter     | 55 s 55 | 2      |
| 8    | Cassandra Tate  | 56 s 90 | 1      |

| Rang | Athlète               | Temps   | Points |
| ---- | --------------------- | ------- | ------ |
| 1    | Caterine Ibargüen     | 14,89 m | 8      |
| 2    | Yulimar Rojas         | 14,82 m | 7      |
| 3    | Liadagmis Povea       | 14,77 m | 6      |
| 4    | Shanieka Ricketts     | 14,65 m | 5      |
| 5    | Kimberly Williams     | 14,52 m | 4      |
| 6    | Paraskeví Papahrístou | 14,51 m | 3      |
| 7    | Olha Saladukha        | 14,49 m | 2      |
| 8    | Olga Rypakova         | 14,35 m | 1      |

| Rang | Athlète            | Temps  | Points |
| ---- | ------------------ | ------ | ------ |
| 1    | Mariya Lasitskene  | 2,02 m | 8      |
| 2    | Karyna Demidik     | 2,00 m | 7      |
| 3    | Mirela Demireva    | 1,97 m | 6      |
| 4    | Yuliya Levchenko   | 1,94 m | 5      |
| 5    | Kamila Lićwinko    | 1,94 m | 4      |
| 6    | Iryna Gerashchenko | 1,94 m | 3      |
| 7    | Erika Kinsey       | 1,91 m | 2      |
| 7    | Nicola McDermott   | 1,91 m | 2      |
| 8    | Salome Lang        | 1,88 m | 1      |

| Rang | Athlète             | Temps   | Points |
| ---- | ------------------- | ------- | ------ |
| 1    | Christina Schwanitz | 19,04 m | 8      |
| 2    | Brittany Crew       | 18,46 m | 7      |
| 3    | Fanny Roos          | 18,41 m | 6      |
| 4    | Danniel Thomas-Dodd | 18,36 m | 5      |
| 5    | Aliona Dubitskaya   | 18,27 m | 4      |
| 6    | Chase Ealey         | 18,15 m | 3      |
| 7    | Paulina Guba        | 17,67 m | 2      |
| —    | Jessica Ramsey      | NM      |        |

| \| Rang \| Athlète \| Temps \| Points \| \| ---- \| -------------------- \| ------- \| ------ \| \| 1 \| Christin Hussong \| 66,59 m \| 8 \| \| 2 \| Kelsey-Lee Barber \| 65,63 m \| 7 \| \| 3 \| Barbora Špotáková \| 63,79 m \| 6 \| \| 4 \| Liu Shiying \| 62,63 m \| 5 \| \| 5 \| Tatsiana Khaladovich \| 62,07 m \| 4 \| \| 6 \| Līna Mūze \| 60,18 m \| 3 \| \| 7 \| Annu Rani \| 59,35 m \| 2 \| \| 8 \| Elizabeth Gleadle \| 58,76 m \| 1 \| |                      |         |        |
| Rang | Athlète              | Temps   | Points |
| 1 | Christin Hussong     | 66,59 m | 8      |
| 2 | Kelsey-Lee Barber    | 65,63 m | 7      |
| 3 | Barbora Špotáková    | 63,79 m | 6      |
| 4 | Liu Shiying          | 62,63 m | 5      |
| 5 | Tatsiana Khaladovich | 62,07 m | 4      |
| 6 | Līna Mūze            | 60,18 m | 3      |
| 7 | Annu Rani            | 59,35 m | 2      |
| 8 | Elizabeth Gleadle    | 58,76 m | 1      |

## Légende
Records et Performances
- AR : Record continental (area record)
- CR : Record des championnats (championship record)
- MR : Record du meeting (meet record)
- NR : Record national (national record)
- OR : Record olympique (olympic record)
- PR : Record paralympique (paralympic record)
- PB : Record personnel (personal best)
- SB : Meilleure performance personnelle de la saison (season's best)
- WL : Meilleure performance mondiale de l'année (world leader)
- WJR : Record du monde junior (world junior record)
- WR : Record du monde (world record)

Circonstances et Conditions
- DNF : N'a pas terminé (did not finish)
- DNS : N'a pas pris le départ (did not start)
- DQ : Disqualification (disqualification)
- NM : Aucun essai valable enregistré (No Mark)
- Q : Qualifié « directement » au prochain tour (ou à la prochaine compétition), lors d'une compétition majeure, grâce au classement ou à la réalisation des minima (automatic qualifier)
- q : Qualifié au prochain tour (ou à la prochaine compétition), lors d'une compétition majeure, grâce au repêchage ou à la réalisation de l'une des meilleures performances parmi celles des « non qualifiés directement » (grâce au meilleur temps ou à la meilleure distance par exemple) (secondary qualifier)